# Kamienica w Alejach Jerozolimskich 59 w Warszawie
Kamienica w Alejach Jerozolimskich 59 – zabytkowa neorenesansowa kamienica znajdująca się w warszawskiej dzielnicy Śródmieście. Jest najstarszą kamienicą w Alejach Jerozolimskich.

## Opis

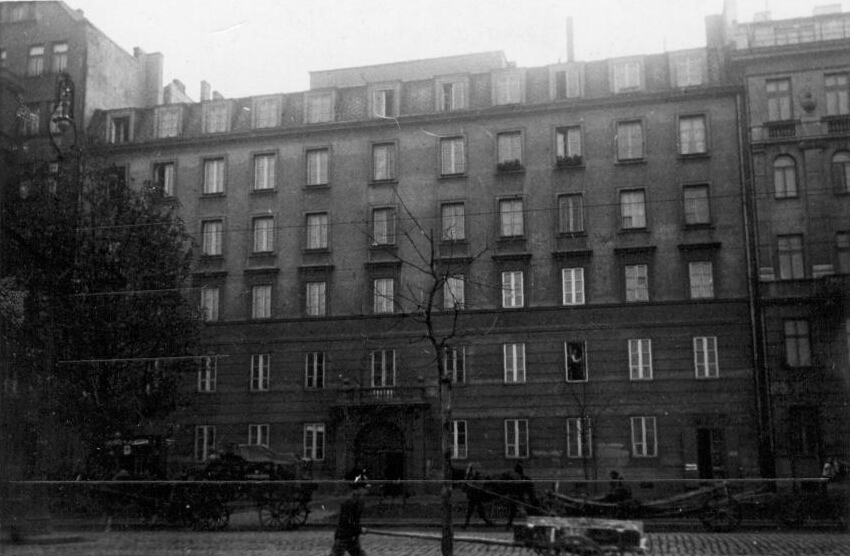
Kamienica około 1938 roku

Kamienica została wybudowana latach 1859–1860 w stylu neorenesansowym według projektu Antoniego Kwiatkowskiego. Pierwotnie był to budynek dwupiętrowy z jedną oficyną poprzeczną. Po roku 1900 dobudowano trzy kondygnacje, z czego ostatnia została ukryta w mansardowym dachu. Kamienica była skromnie ozdobiona boniowaniem dwóch pierwszych kondygnacji oraz gzymsami nad oknami drugiego piętra. Wyższe kondygnacje miały jedynie opaski okienne. Centralnym punktem obiektu jest balkon z przejazdem bramnym pod nim. Kamienica została spalona podczas powstania warszawskiego i w wyniku powojennej odbudowy obniżona o dwa piętra. Na budynku zachowały się dwa monogramy, jeden „BJ” w przejeździe bramnym prawdopodobnie nawiązujący do jednego z wcześniejszych właścicieli oraz „BK” na balustradzie balkonu od imienia i nazwiska Bronisława Krystalla, będącego ostatnim właścicielem kamienicy.
Kamienica od końca lat 60. XIX wieku do I wojny światowej należała do rodziny Wojno, a w późniejszym okresie do wspomnianego już Bronisława Krystalla, który przed śmiercią zapisał ją oraz swoją kolekcje sztuki Muzeum Narodowemu w Warszawie. Budynek w 1948 roku został wynajęty przez British Council jako jego warszawska siedziba, którą pozostał aż do roku 2015.
Kamienica została wpisana do rejestru zabytków w 2010 roku.